# Fyrisån
A Fyrisån Uppsala folyója, svédországi Uppland tartományában ered és a Mälaren tóba ömlik. 
A folyót korábban Full-, vagy Sala-folyó néven nevezték, mely utóbbi a svéd királyok Gamla Uppsalában fekvő csarnokaira utal. A folyót a 17. században nevezték el Fyrisnek a közelben, a 10. század végén lezajlott, a  skandináv mitológiában nagy szerepet játszó fýrisvellir-i csata emlékére.  
A folyó a Mälaren tó irányából Uppsala központjáig hajózható, innen két bukógát miatt a továbbhajózás lehetetlen. 2007-ben a halak számára úsztatócsatornát, úgynevezett hallépcsőt építettek a folyón, hogy a veszélyeztetett balinok továbbra is eljuthassanak ívóhelyeikre.
Minden év áprilisának utolsó napján a diákok veszik birtokba a folyót, amelyen saját készítésű tutajaikkal próbálnak hajózni, többnyire megjósolható sikerrel.

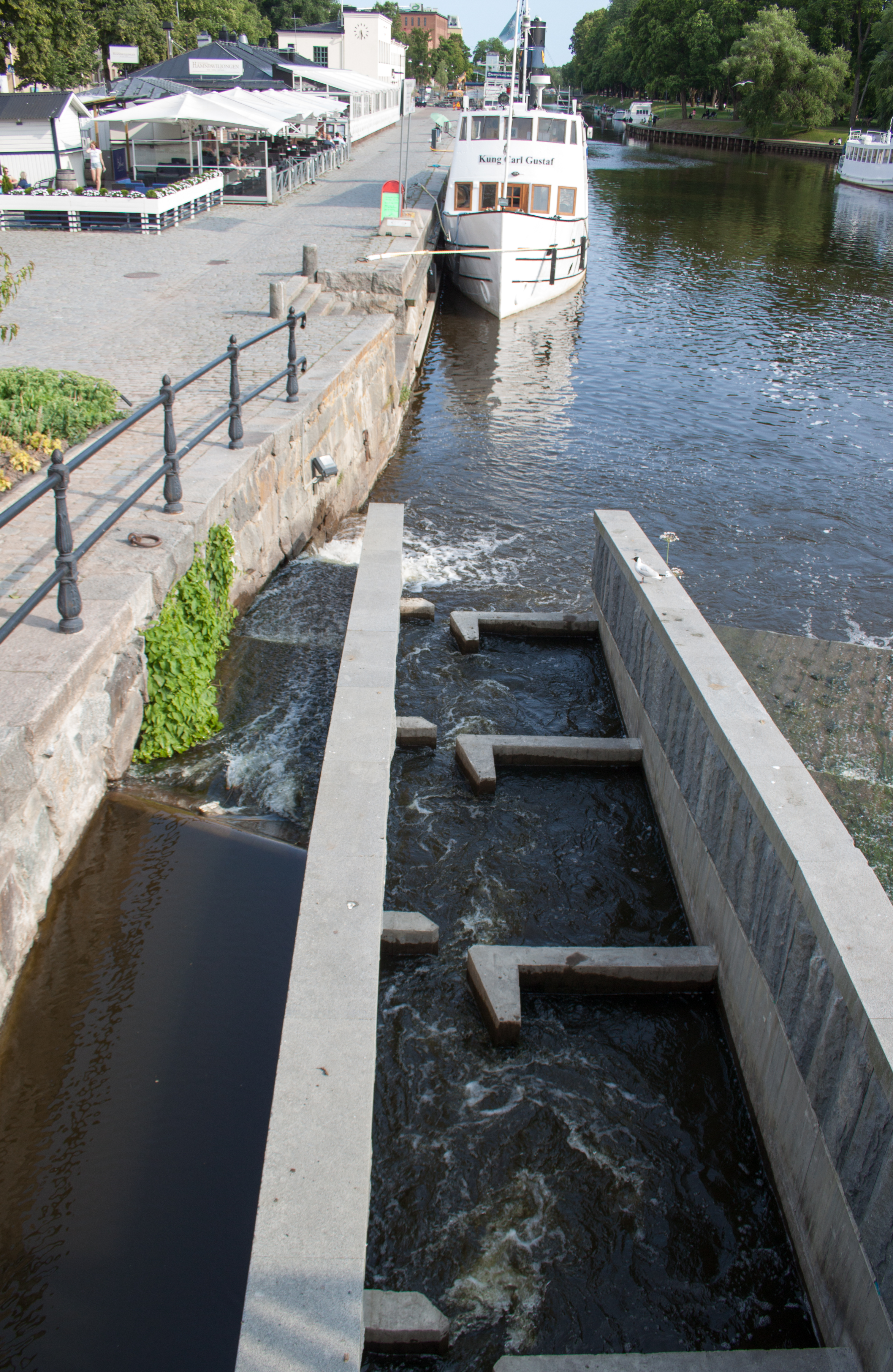
Hallépcső a balinok számára Uppsala központjában

## Fordítás
Ez a szócikk részben vagy egészben  a   Fyris című angol Wikipédia-szócikk ezen változatának fordításán alapul.  Az eredeti cikk szerkesztőit annak laptörténete sorolja fel. Ez a jelzés csupán a megfogalmazás eredetét és a szerzői jogokat jelzi, nem szolgál a cikkben szereplő információk forrásmegjelöléseként.